# Lobiger viridis
Lobiger viridis is een slakkensoort uit de familie van de Oxynoidae. De wetenschappelijke naam van de soort is voor het eerst geldig gepubliceerd in 1863 door Pease.